# Linia kolejowa Stargard Szczeciński Wąskotorowy – Łobez Wąskotorowy
Linia kolejowa Stargard Szczeciński Wąskotorowy – Łobez Wąskotorowy – wąskotorowa linia kolejowa o rozstawie 1000 mm, łącząca stację Stargard Szczeciński Wąskotorowy ze stacją Łobez Wąskotorowy.

## Historia
Została ona otwarta w 1895 roku do stacji Dobra Nowogardzkie, a w 1896 roku do stacji Łobez Wąskotorowy.
W 1991 roku zamknięto linię na odcinku Dobra Nowogardzkie – Łobez Wąskotorowy dla ruchu pasażerskiego, a w 1995 roku zamknięto na tym samym odcinku linię dla ruchu towarowego.
W 1995 został rozebrany odcinek linii od stacji Mieszewo do stacji Łobez Wąskotorowy.
W 2001 roku zamknięto linię na odcinku Stargard Szczeciński Wąskotorowy – Dobra Nowogardzkie dla ruchu pasażerskiego i towarowego. Wiosną 2007 rozebrano linię na odcinku Dobra Nowogardzkie – Mieszewo.
Obecnie (2011) pozostała część linii jest nieprzejezdna.